# Gitane Demone

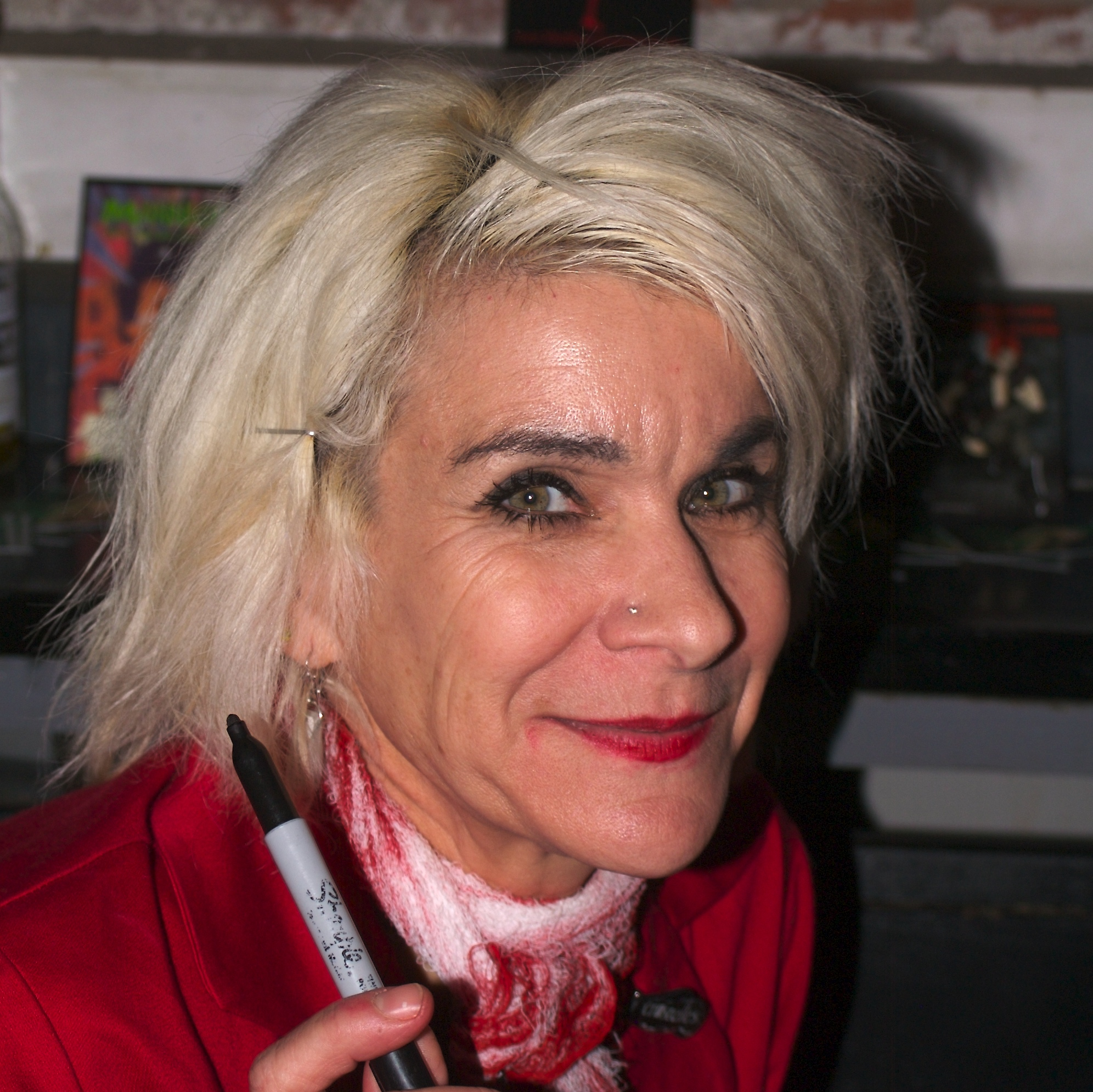
Gitane Demone (2007)

Gitane Demone (* 16. Mai 1958 in San Francisco, Kalifornien) ist eine US-amerikanische Musikerin (Keyboard, Gesang). Ihre Wurzeln liegen im Punk und Gothic Rock, weitere Einflüsse finden sich im Jazz und bei Sängerinnen wie Billie Holiday. In den 1980er Jahren war Demone Mitglied der Bands Pompeii 99 und Christian Death, seither arbeitet sie hauptsächlich als Solokünstlerin. 

## Pompeii 99 und Christian Death
Zu Pompeii 99 kam Demone über ein Gesuch von Bandleader Valor Kand. Die beiden wurden ein Liebespaar und Demone brachte 1984 den Sohn Sevan zur Welt. Wenig später ging Pompeii 99 in Christian Death auf, deren Mitglied Demone bis 1989, dem Jahr ihrer Trennung von Valor, blieb.

## Weitere Karriere

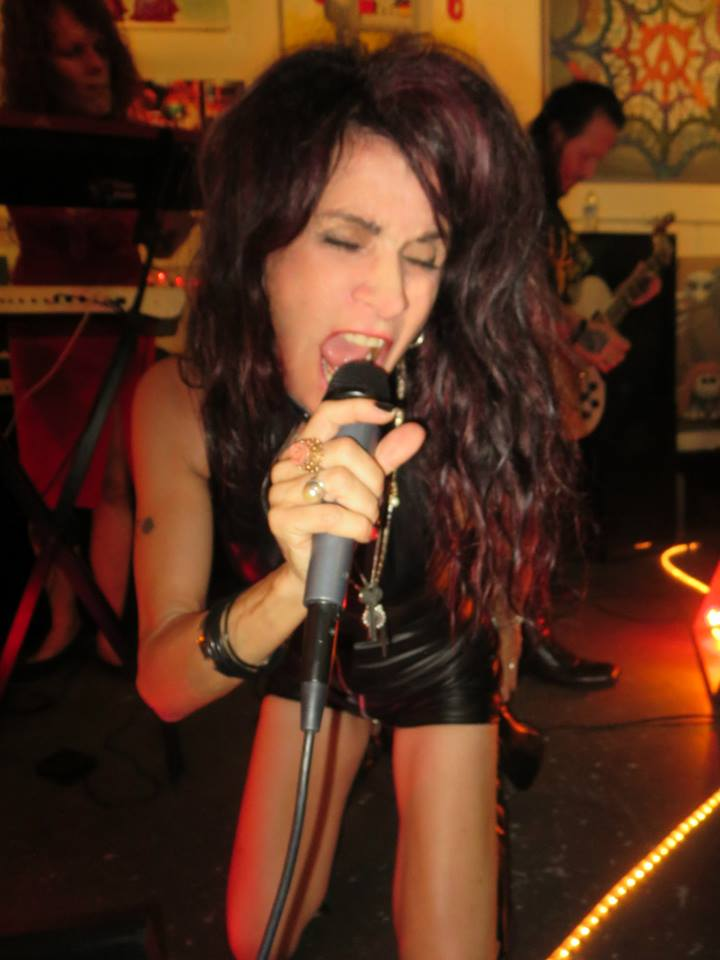
Gitane Demone (2014)

Ihre Solo-Karriere begann Gitane mit einer Reihe von EPs. In den 1990er Jahren tourte sie zusammen mit ihrem alten Bandkollegen Rozz Williams von Christian Death. Gemeinsam nahmen sie 1995 ein Album mit Coverversionen auf. Unter dem Projektnamen Demonix spielte sie mit Mark Ickx von der belgischen Band A Split-Second ein Album ein. 1997 nahm sie unter eigenem Namen das Album Am I Wrong auf. Als Sängerin gastierte sie in amerikanischen wie europäischen Bands. Außerdem veröffentlichte sie eine Kompilation mit den Liedern, die sie bei Christian Death sang. Im Jahr 1999 folgte in Zusammenarbeit mit der Band Dreadful Shadows ein zweites Soloalbum, Stars of Trash. Seit 2006 spielt sie mit ihrer Tochter Zara Kand in der Band The Crystelles.
Die Doppel-DVD Life After Death bietet einen Querschnitt ihrer Karriere, inklusive eines Mitschnitts einer Performance mit Rozz Williams.

## Diskografie
- A Heavenly Melancholy EP (1992)
- Lullabies for a Troubled World EP (1993)
- Facets of Blue (1993 – Compilation vorheriger EPs)
- Love for Sale (1993 – Live in Bern)
- With Love and Dementia (1994 – Live In Cannes)
- Never Felt So Alive (1994 – als Demonix)
- Dream Home Heartache (1995 – als Rozz Williams and Gitane Demone)
- Am I Wrong? (1998)
- Life in Death '85-'89 (1999 – Sammlung aller von Gitane gesungenen Christian-Death-Songs)
- Never Felt So Alive (The Lost Mixes) (1999 – als Demonix)
- Stars of Trash (1999)
- Solitary War MCD (2000)
- Life in Death (2001)
- Life After Death DVD & CD (2008)